# トゥラン協会
トゥラン協会 (ツラン協会とも。ロシア語: Общество Туран, トルコ語: Turan Cemiyeti, タタール語: Туран җәмгыяте, ハンガリー語: Turáni Társaság) とは、ロシア帝国内に居住するテュルク系諸民族の団結を目的にタタール人によって1839年に設立された団体。トゥラニズムの早い例であり、また、狭義の汎テュルク主義の先駆的な組織であった。

## 概要
この団体の名称は、かつてテュルク系住民が多く居住していた古代ペルシャの西部に位置した「トゥラン」の地名から取られた。
19世紀の後半から20世紀の初めにかけて、トゥランにルーツがあると主張される国において、トゥラン協会と同様の次の団体が組織された。

ハンガリー・トゥラン協会
ハンガリーアジア協会ともいう（"洪: Turáni Társaság"）。これに先立ちJenő Zichy (ウィキデータ) が唱えたハンガリー東方学院のアイディアは実現こそしなかったが、1910年にこの団体から一種の中等教育機関が設立された。トゥラン協会は、ハンガリー人の先祖が住んでたであろうトゥランの地に注目していた。
「トゥラン協会の目標は、文化と経済の進歩、連合、そして全てのトゥラン民族ーー例えばハンガリー国家、欧州とアジアの親類の国々ーーの繁栄であり、さらに、現在及び過去のアジア大陸の地理的、民族誌学的、経済的等調査である。政治的・宗教的問題は含まれない。非トゥラン諸国との合意を通じて、目標の達成を目指したい。」 
トゥラン協会の学者たちは、当時の主流だったウラル・アルタイ語理論に基づいて、ハンガリー人といわゆるトゥラン人との民族的および言語的親族関係を解釈した。協会は、トルコ語、フィンランド語、日本語の学習コースを開講した。また1914年時点で遠征隊をアジアへ累計5回送り、もしくは資金を提供した。講師にアブドゥル・バハと千葉秀峰がいた。
新トゥラン協会
1914年、第一次世界大戦の影響下、オスマン帝国のイスタンブールで組織された。ボリシェビキとドイツ帝国の援助を得て設立（Yeni Turan Cemiyet（トルコ語））。この団体は、強いイスラム主義と汎イスラムの綱領を掲げ、トゥラン人のほか中央アジアのムスリムにも活動を向けた。
Turan Federation of Hungary
1920年設立、1923年解散。
汎ツラン民族同盟
1921年、タタール人移民らによって日本で設立。1937年に勅令で活動が禁止される。

### 注
1. ↑  "Turáni Társaság célja az egész turánság, vagyis a magyar nemzet és a velünk rokon többi európai és ázsiai népek kulturális és gazdasági előrehaladása, tömörülése, erősödése, úgymint az ázsiai kontinens földrajzi, néprajzi, gazdasági stb. kutatása múltban és jelenben. Politikai és felekezeti kérdések kizártak. Céljait a nem turáni népekkel egyetértve óhajtja elérni."（ハンガリー語）
2. ↑  遠征隊はそれぞれMészáros-Milleker遠征、Timkó遠征、Milleker遠征、Kovács-Holzwarth遠征、Sebők-Schutz遠征と呼ばれた。